# U 17 (тип підводних човнів Німеччини)
| SM U-17                    | | |
|                            | | |
| U-17                       | | |
| Під прапором               | Німецька імперія | Німецька імперія |
| Спуск на воду              | 1912 (2 човни) | 1912 (2 човни) |
| Виведений зі складу флоту  | 1919 | 1919 |
| Сучасний статус            | втрачений | втрачений |
| Проєкт                     | | |
| Тип ПЧ                     | Дизельний ПЧ | Дизельний ПЧ |
| Розробник проєкту          | Kaiserliche Werft Danzig, Данціґ                                                                                                  | Kaiserliche Werft Danzig, Данціґ                                                                                                  |
| Вартість                   | 2539000 марок | 2539000 марок |
| Основні характеристики     | | |
| Швидкість (надводна)       | 14,9 вузлів (27,6 км/год) | 14,9 вузлів (27,6 км/год) |
| Швидкість (підводна)       | 9,5 вузлів (17,6 км/год) | 9,5 вузлів (17,6 км/год) |
| Робоча глибина занурення   | 30 | 30 |
| Гранична глибина занурення | 50 м | 50 м |
| Автономність плавання      | 40 діб, 6700 морських миль (12400 км) при швидкості 15 км/год, в підводному положенні — 75 м.миль (139 км) при швидкості 9 км/год | 40 діб, 6700 морських миль (12400 км) при швидкості 15 км/год, в підводному положенні — 75 м.миль (139 км) при швидкості 9 км/год |
| Екіпаж                     | 25 осіб (4 офіцери) | 25 осіб (4 офіцери) |
| Розміри                    | | |
| Довжина найбільша (по КВЛ) | 62,3 м | 62,3 м |
| Ширина корпусу найб.       | 6 м | 6 м |
| Середня осадка (по КВЛ)    | 3,40 м | 3,40 м |
| Водотоннажність надводна   | 564 (622) т | 564 (622) т |
| Озброєння                  | | |
| Артилерія                  | 1х 4" (105-мм) палубні гармати | 1х 4" (105-мм) палубні гармати |
| Торпедно- мінне озброєння  | 2 носових і 2 кормових ТА калібру 18" (450-мм). 6 торпед                                                                          | 2 носових і 2 кормових ТА калібру 18" (450-мм). 6 торпед                                                                          |
| Зображення на Вікісховищі  | | |

 U 17 (тип підводних човнів Німеччини) — німецький підводний човен і головний човен однойменного типу ВМФ Німецької імперії, у складі 2 човнів. Замовлені 10 травня 1910 року, переданий флоту в 1912 році.
В часи Першої світової війни був в числі 329 підводних човнів німецької імперії, котрі брали участь у бойових діях. Човен типу SM U-17 потопив 14 кораблів і суден супротивників, загальним тоннажем 24700 тон.
В час війни другий човен типу, U 18, був потоплений.
Цей тип підводних човнів був продовженням вдосконалення човна типу U 13. Відрізнявся більшим тоннажем, більшою довжиною, більшою (у два рази) дальністю плавання, тривалішим часом перебування в підводному положенні, потужнішою енергетичною установкою.

## Представники
| Назва   | Завод                    | Закладений | Спущений на воду | Переданий флоту | Виведений з флоту | Утилізований |
| ------- | ------------------------ | ---------- | ---------------- | --------------- | --- | ------------ |
| SM U-17 | Kaiserliche Werft Danzig | 1.10. 1910 | 16.04.1912       | 27.02.1912      | 27.02.1919 | 3.02.1920    |
| SM U-18 | Kaiserliche Werft Danzig | 27.10.1910 | 25.04.1912       | 17.11.1912      | 23.11.1914, потоплений в точці 58°41′ пн. ш. 02°55′ зх. д. / 58.683° пн. ш. 2.917° зх. д., на глибині 75 метрів, внаслідок тарану британського траулера «Дороті Грей», з котрого побачили перископ човна. Одна особа загинула 22 були врятовані. 58.41N, 02.55W. One man died and 22 were captured. |              |